# Eugène Train
Eugène Train (Toul, 25 de maio de 1832 – Annecy, 20 de setembro de 1903) foi um professor de arquitetura francês.
Sobrinho de Victor Baltard, estudou na École nationale supérieure des beaux-arts, ganhou o segundo Grande Prix de Roma de arquitetura em 1858.
Foi arquiteto da cidade de Paris. Além do Lycée Chaptal, é notavel pelo Lycée Voltaire, várias escolas parisienses e os altares da Église Saint-Augustin de Paris, Igreja de la Madeleine, Igreja de Passy, Église Saint-Philippe-du-Roule e Igreja de Saint-Honoré. Foi professor da École nationale supérieure des beaux-arts.
Charles Genuys e Armand Sibien estão entre seus alunos.
Sepultado no Cemitério de Sceaux.